# Deutsche R+S

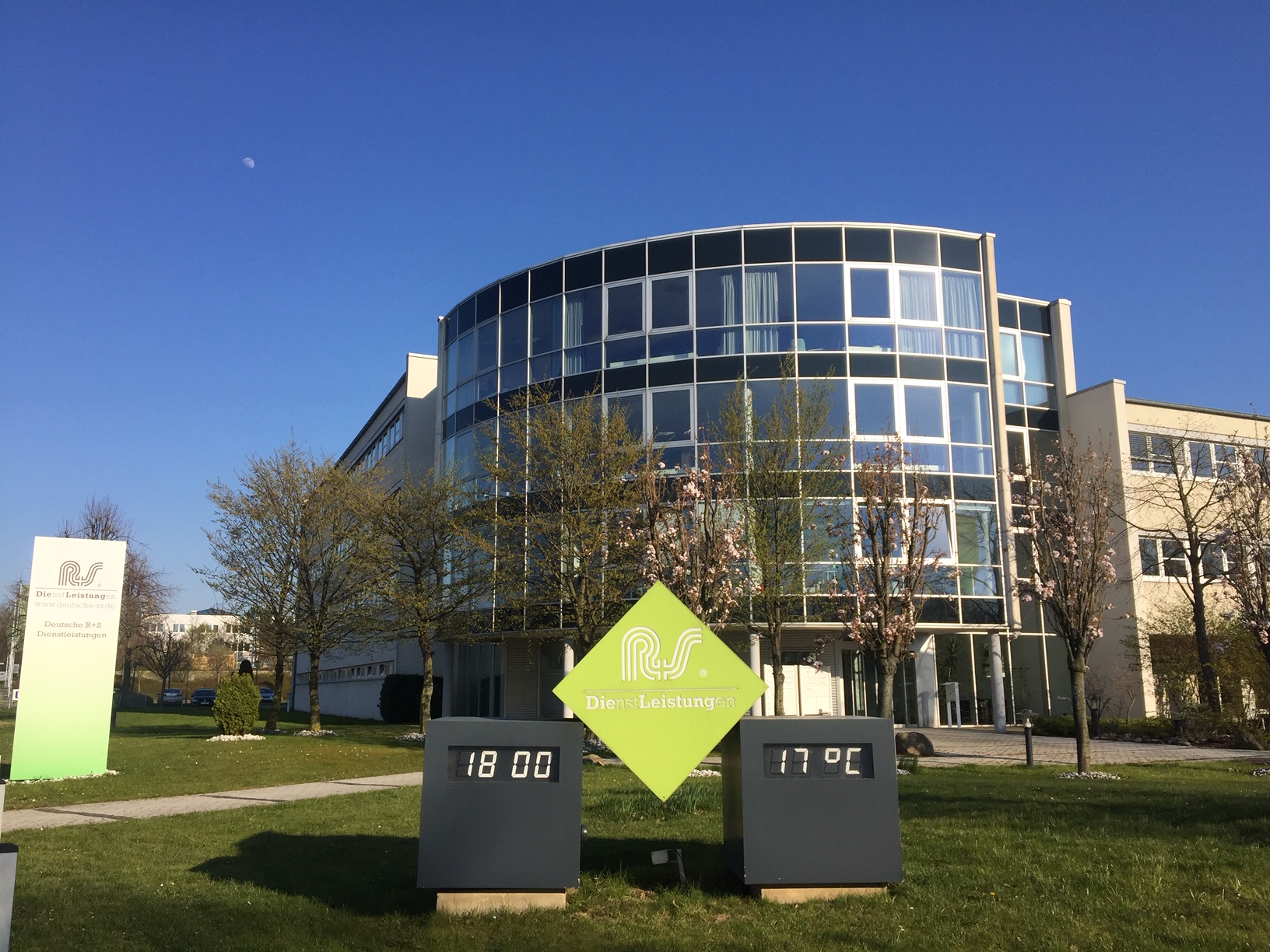
Gebäude der Deutschen R+S Dienstleistungen nahe dem Messegelände Hannover, Weltausstellungsallee 19

Die Deutsche R+S, kurz auch R+S genannt, ist ein auf Gebäudereinigungs- und Sicherheitsdienste spezialisiertes Dienstleistungsunternehmen mit Hauptsitz in Hannover. Als Holding agiert die Deutsche R+S Dienstleistungen Verwaltungs- und Beteiligungs GmbH. Das 1912 gegründete Familienunternehmen betreibt als R+S-Gruppe bundesweit – inklusive Tochterunternehmen mit Schwerpunkt auf Dienstleistungen für Krankenhäuser – zwölf Niederlassungen mit rund 3800 Mitarbeitern und einem Jahresumsatz von rund 70 Millionen Euro (Stand April 2019).

## Geschichte

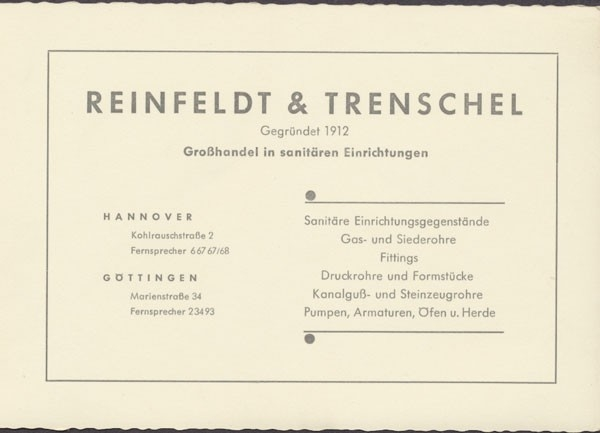
Revers einer Klapp-Ansichtskarte des Unternehmens mit Sitz in der Kohlrauschstraße 1-4 Ecke Celler Straße; um 1960

Seit 2011 ist die von dem Karikaturisten Dirk Meissner entwickelte Comic-Figur „Reiner Saubermann“ das auf zahlreichen Werbemitteln von R+S anzutreffende Maskottchen.
Anfang April 2019 stellte die Geschäftsführung des hannoverschen Gebäudedienstleisters Insolvenzantrag, aufgrund dessen rund 2430 Mitarbeiter Anspruch auf Insolvenzgeld erhielten. Laut dem eingesetzten Insolvenzverwalter Justus von Buchwaldt von der Kanzlei BBL Bernsau Brockdorff gäbe es gute Sanierungschancen für das mehr als ein Jahrhundert tätige Unternehmen.
Seit September 2020 ist die Deutsche R+S Teil der Thelen Gruppe.